# 勝田善春
勝田 善春（かつた よしはる、1956年2月27日 - ）は、日本の実業家。日立ビークルエナジー代表取締役社長を経て、マクセルホールディングス代表取締役社長。

## 人物・経歴
岡山市出身。1978年神戸大学工学部工業化学科卒業。1980年神戸大学大学院工学研究科工業化学専攻修了、日立マクセル入社。磁気テープ開発に従事。2006年執行役。2010年執行役常務。2011年常務取締役。同年日立ビークルエナジー取締役副社長。2013年日立ビークルエナジー代表取締役社長。
2016年から日立マクセル代表取締役社長を務め、2017年には日立グループから離脱。持株会社化してマクセルホールディングスに改組し同社代表取締役社長に就任。